# Chinookan

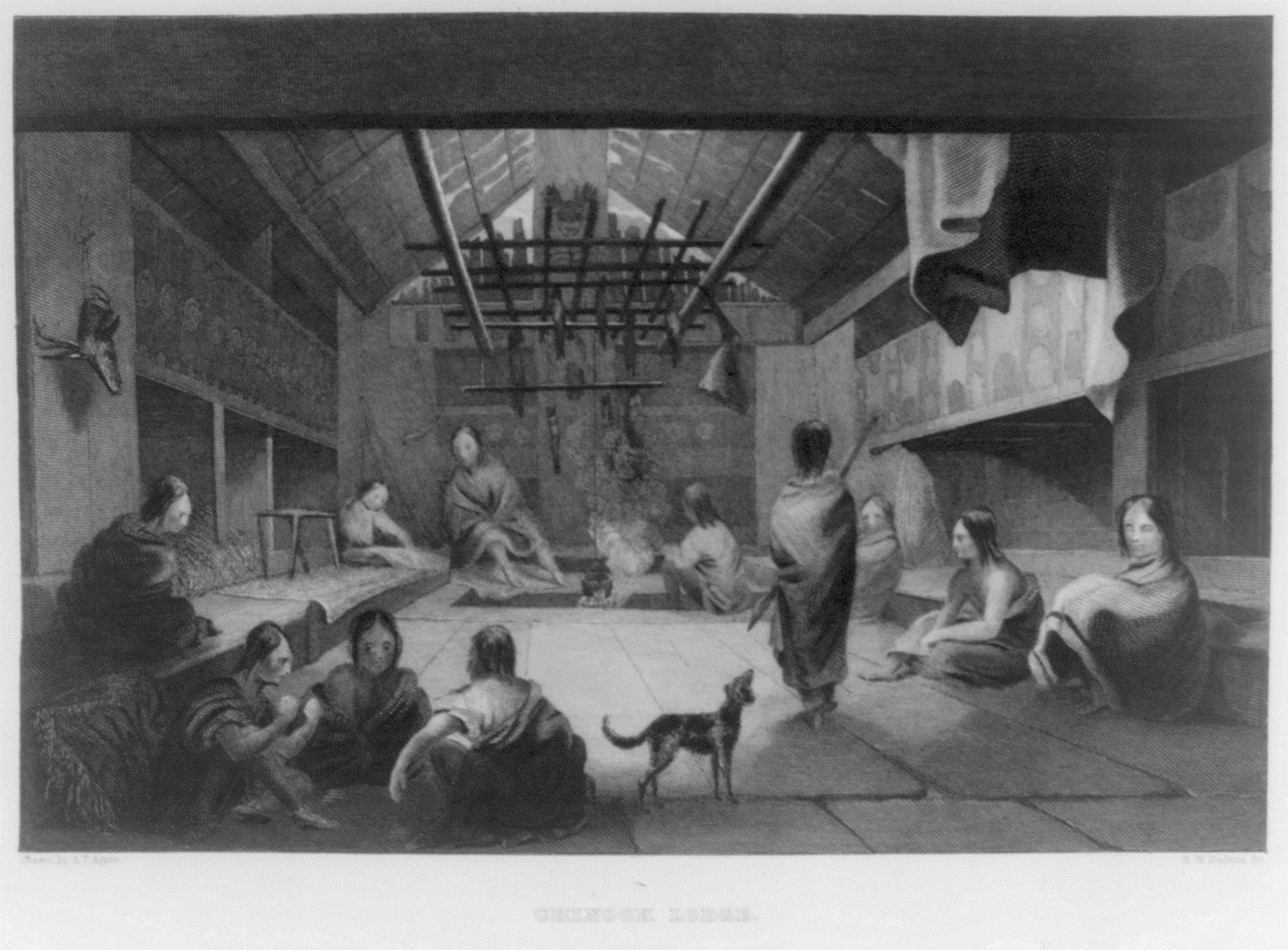
Interior de uma cabana Chinookan na década de 1850.

Chinookan refere-se a vários grupos de nativos americanos da região do noroeste dos Estados Unidos da América. No início do século XIX, o povo Chinookan vivia ao longo do baixo e médio rio Columbia nos atuais Oregon e Washington. As tribos Chinookan foram aquelas descobertas pela expedição de Lewis e Clark em 1805 no baixo Columbia.